# Warnow (fiume)
La Warnow è un fiume della regione del Meclemburgo-Pomerania Anteriore, nella Germania nord-orientale.

## Geografia
Sgorga presso il villaggio di Grebbin, nel comune di Obere Warnow, una decina di km a nord della città di Parchim. Successivamente attraversa Sternberg, Bützow, Schwaan e Rostock, dove il letto del fiume si allarga diventando così navigabile. Sfocia nel mar Baltico presso Warnemünde dopo un corso di 155.4 km.